# Burksiella platysetosa
Burksiella platysetosa is een vliesvleugelig insect uit de familie Trichogrammatidae. De wetenschappelijke naam is voor het eerst geldig gepubliceerd in 2007 door Viggiani & Velasquez.